# Puerto de Amberes

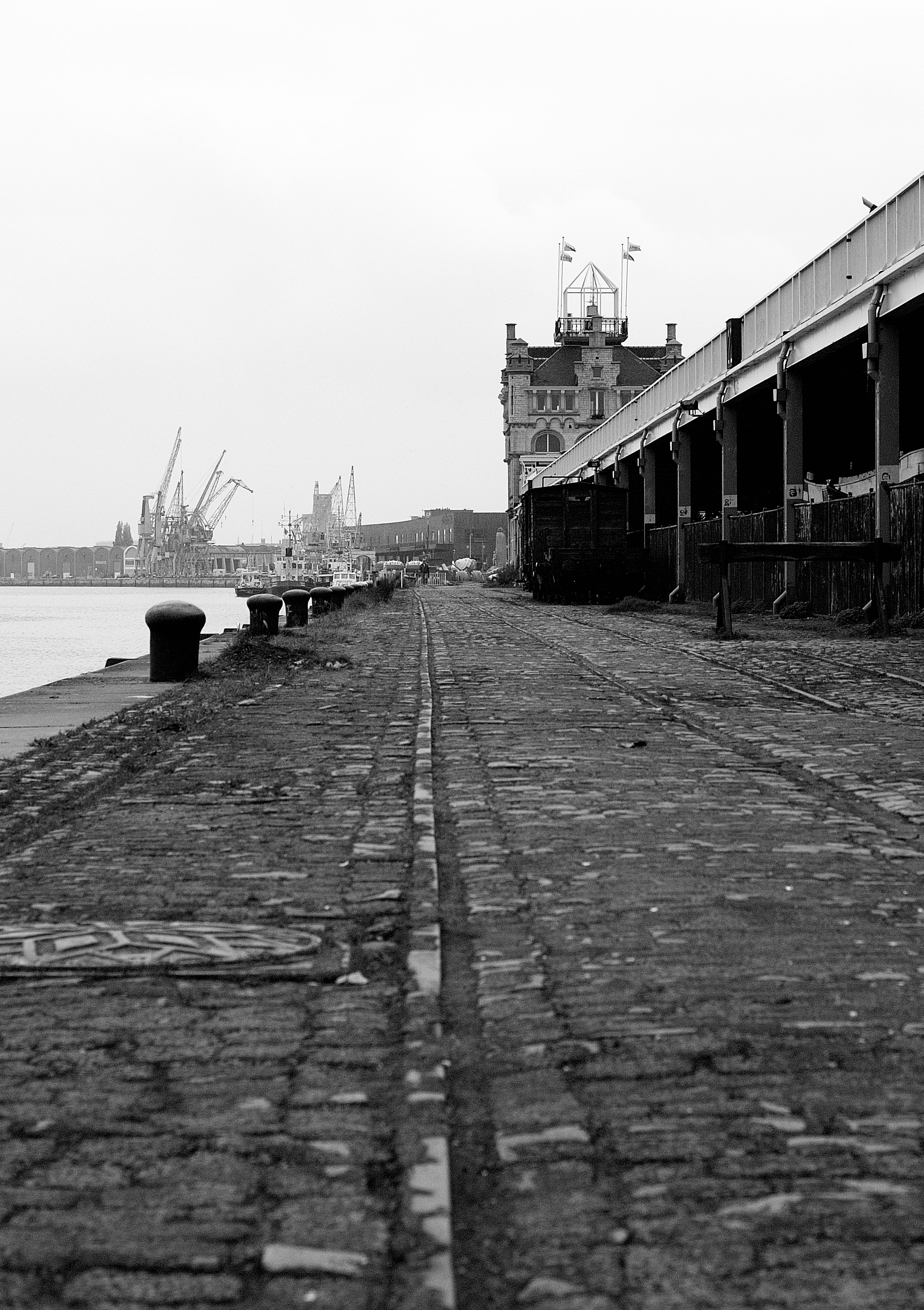
Parte del antiguo waterfront de Amberes mirando hacia el norte, hacia el edificio de la cafetería Noorderterras.

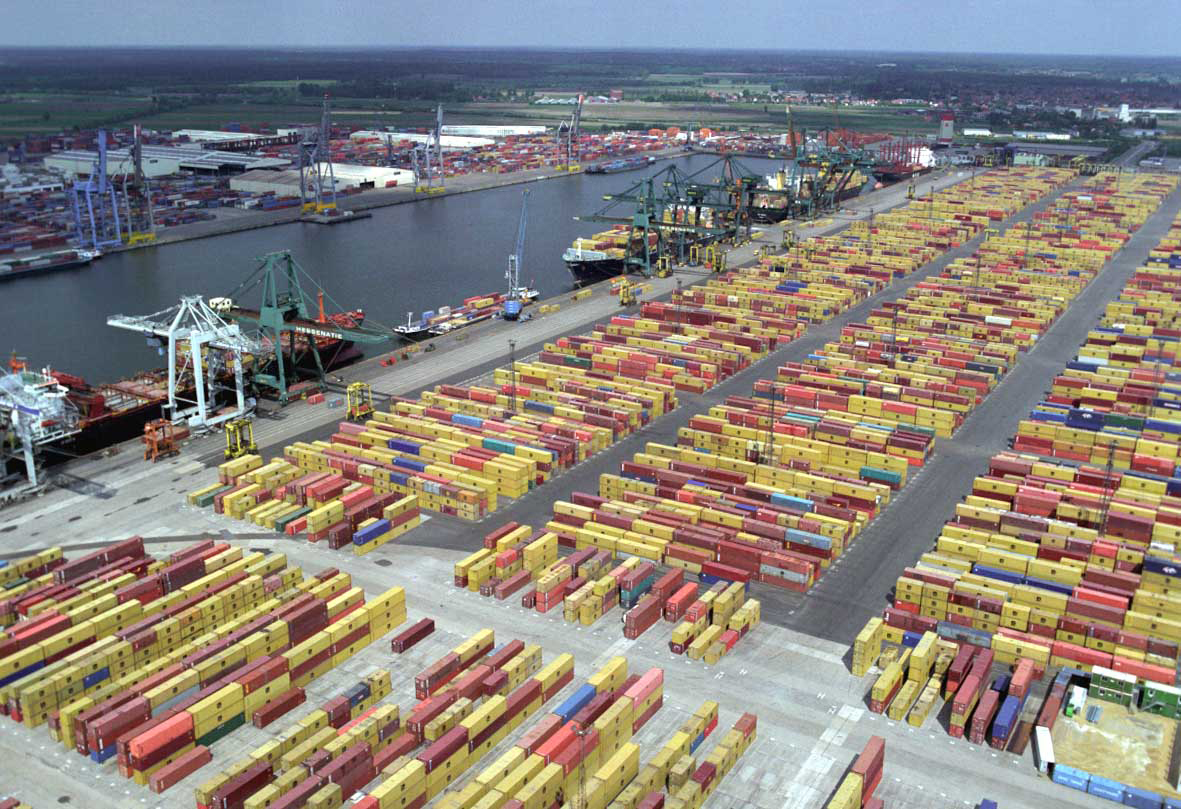
Vista de la terminal de contenedores de MSC en el Muelle Delwaide. Se puede tener una idea del tamaño de esta terminal del hecho de que cada uno de los seis barcos amarrados tienen más de 250 m de longitud.

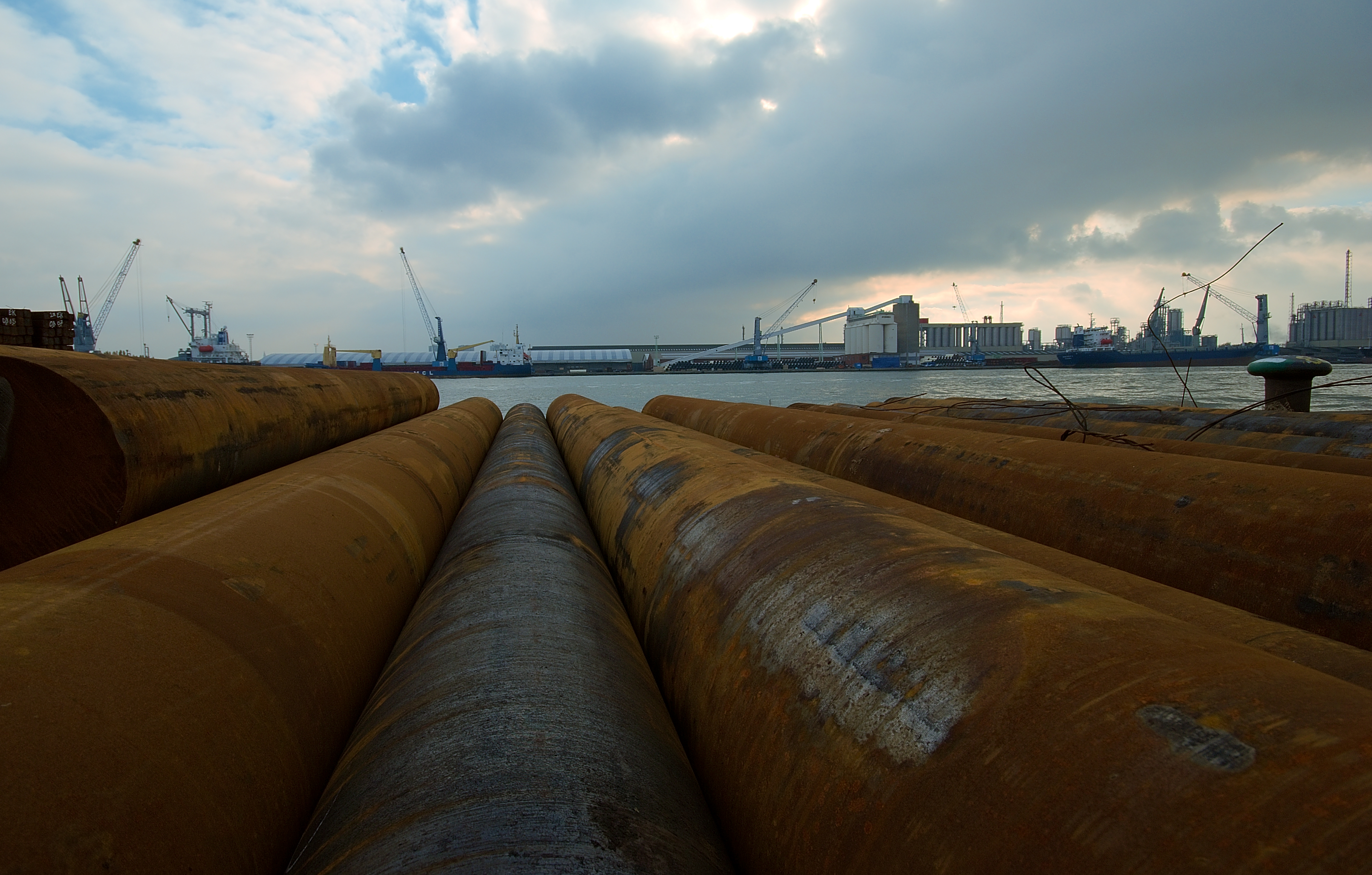

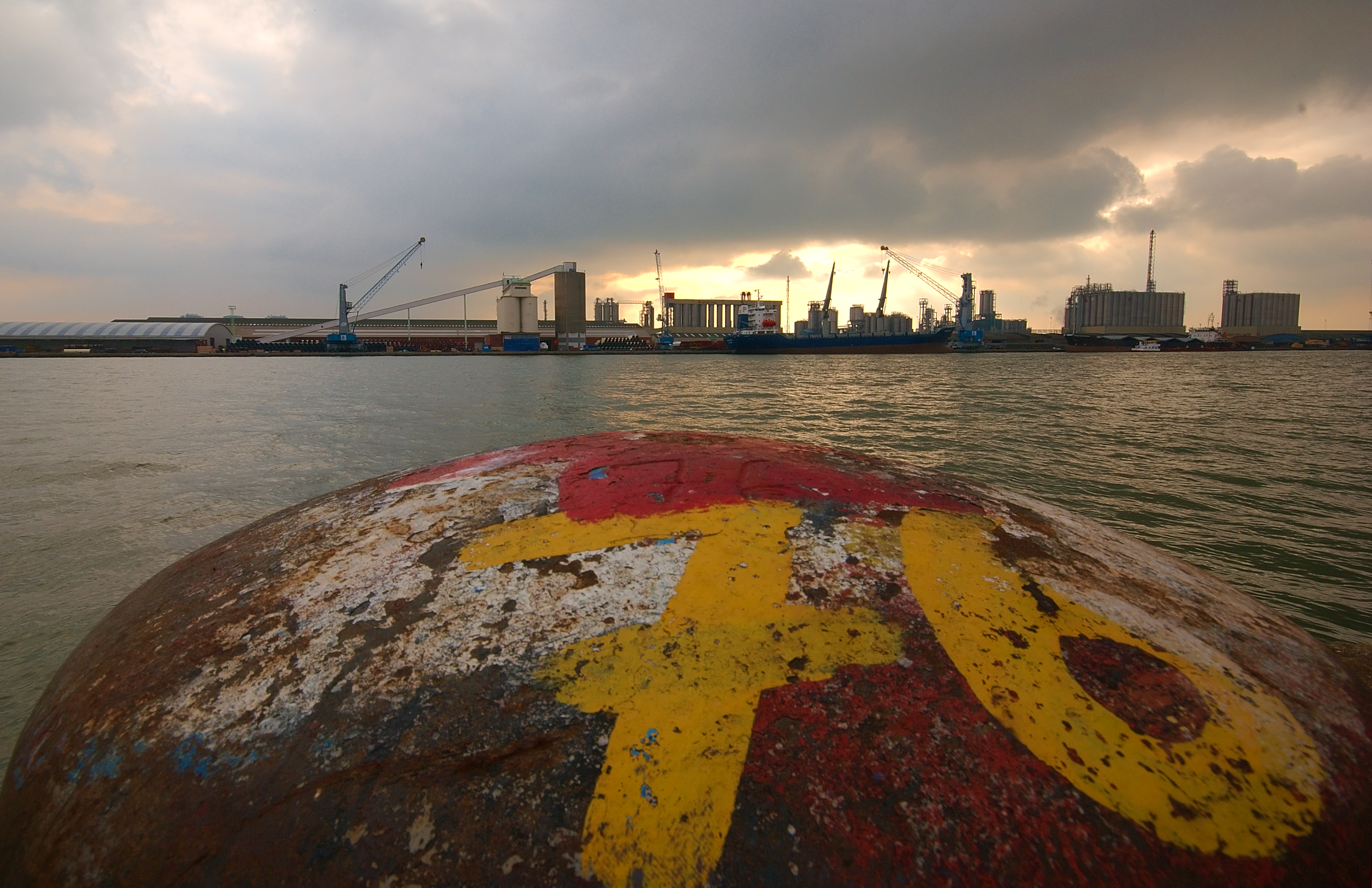

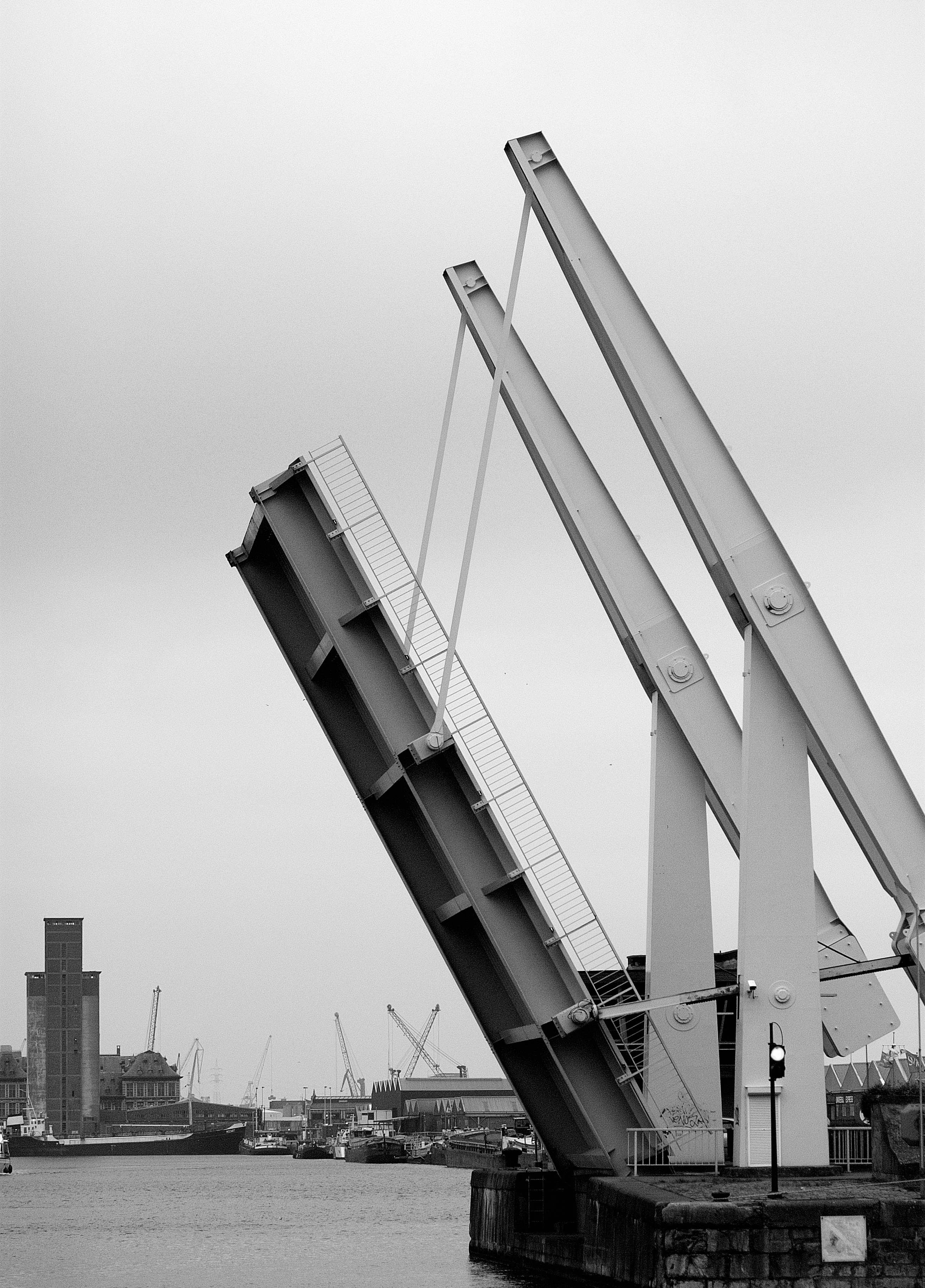
El puente de Londres con el muelle Kattendijk detrás, y el silo de grano del muelle de América en el fondo

El puerto de Amberes, en Bélgica, es un puerto marítimo situado en el corazón de Europa accessible a los barcos Capesize. Amberes se sitúa en el comienzo del estuario del río Escalda. Este estuario es navegable por barcos de más de 100 000 toneladas hasta 80 km hacia el interior. Su ubicación tierra adentro hace que el puerto de Amberes goce de una ubicación más central en Europa que la mayoría de los puertos del Mar del Norte. Los muelles de Amberes están conectados con el interior por ferrocarril, vías fluviales y carretera. Como resultado, el puerto de Amberes se ha convertido en uno de los mayores puertos de Europa, clasificándose segundo tras el puerto de Róterdam por carga total transportada. En 2011, fue el 15º puerto del mundo por tráfico de contenedores según la AAPA.
En 2013, el puerto de Amberes recibió 14 220 barcos comerciales (190,8 millones de toneladas de carga, el 53,6% en contenedores), 57 044 barcazas del interior (123,2 millones de toneladas de carga), y ofreció líneas regulares a 800 destinos marítimos diferentes.[cita requerida].

## Historia reciente

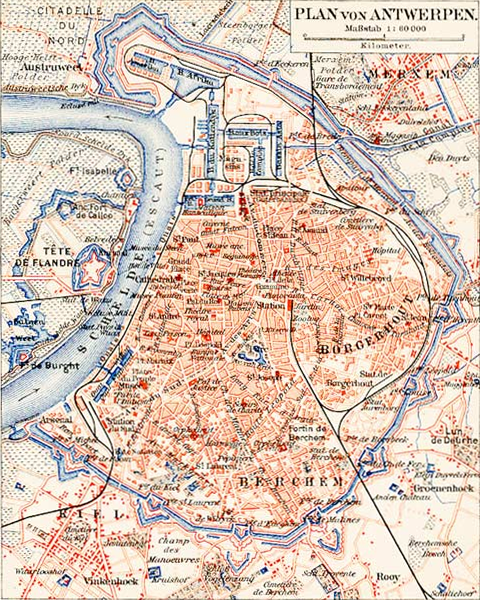
Este mapa de 1897 muestra claramente el desarrollo de los muelles a finales del. Los muelles en el lado sur de la ciudad (abajo) se rellenaron en la década de 1970.

El potencial de Amberes fue reconocido por Napoleón Bonaparte, quien ordenó la construcción de la primera esclusa y el primer muelle en 1811. Llamado muelle de Bonaparte, se unió a un segundo muelle, llamado muelle de Guillermo en honor a este rey holandés, en 1813. Cuando en 1830 estalló la Revolución Belga, había el temor fundado de que los neerlandeses bloquearían el Escalda de nuevo, pero, finalmente se conformaron con la imposición de un peaje.
Afortunadamente, la joven Bélgica tenía aliados en Gran Bretaña, especialmente lord Palmerston, quien creía que la existencia de Bélgica beneficiaría a Gran Bretaña y que, en consecuencia, era importante asegurarse de que este joven estado fuera viable económicamente. Con este apoyo, el gobierno belga fue capaz de rescatar el peaje holandés en 1863. El muelle Kattendijk se había completado en 1860 y el importante ferrocarril Rin de Acero al Ruhr se finalizaría en 1879. Amberes experimentó una segunda edad de oro y en 1908 se habían construido ocho muelles. La apertura de la esclusa Royers, que se había comenzado en 1905, hizo que los barcos de hasta 9,4 m de calado pudieran entrar a los muelles existentes y acceder a los nuevos muelles de Lefèbvre y América. Esta era la situación cuando estalló la Primera Guerra Mundial (1914–1918).
Los ingleses, y en particular Winston Churchill, entonces Primer Lord del Almirantazgo, eran muy conscientes de la importancia estratégica del puerto de Amberes, tanto que Churchill llegó a Amberes el 4 de octubre de 1914 para encargarse de la defensa de la ciudad y su puerto.
En la Segunda Guerra Mundial, las fuerzas aliadas liberaron Amberes el 4 de septiembre de 1944. El puerto y sus instalaciones recibieron pocos daños, por lo que no se necesitó una importante reconstrucción. Walcheren, en la orilla derecha del estuario sur del río, era la llave que permitía el acceso al puerto, situado río arriba. Walcheren fue atacada por las fuerzas canadienses y británicas el 8 de noviembre y se rebasó toda la resistencia alemana en la isla. Un acuerdo asignó una gran parte de la sección norte del puerto a los americanos y la sección sur y la ciudad de Amberes a los británicos. El primer buque de carga estadounidense, el James B. Weaver, llegó el 28 de noviembre de 1944 con hombres de la 268th Port Company y su equipamiento a bordo. A mediados de diciembre el puerto estaba funcionando a toda marcha y, de media, unos 9000 civiles trabajaban para los americanos. A pesar de los ataques aéreos del enemigo, misiles y bombas voladoras, el funcionamiento del puerto nunca se detuvo por completo, aunque se interrumpió ocasionalmente. En la primera mitad de 1945, la cantidad media de carga descargada era de unas 0,5 millones de toneladas por mes. Tras el fin de la guerra en Europa, el puerto se usó para enviar cargamentos de munición, vehículos, tanques y personal al Pacífico. Tras la rendición de Japón, se envió carga a los Estados Unidos. En noviembre de 1945 las actividades habían disminuido y en octubre de 1946 cesaron todas las operaciones del ejército estadounidense.
Cuando volvió la paz comenzó el trabajo en el Grote Doorsteek, un ambicioso plan que finalmente resultó en la extensión de la zona portuaria en la orilla derecha del Escalda hasta la frontera neerlandesa. La construcción de la esclusa Berendrecht fue el elemento cumbre de este proyecto. Es la esclusa más grande del mundo y fue inaugurada en 1989. Desde 1989, los proyectos se han centrado en la creación de nuevos amarres, tanto en la orilla derecha (Terminales Europa y del Mar del Norte) como la izquierda (muelle de Deurganck).

## Diseño del puerto

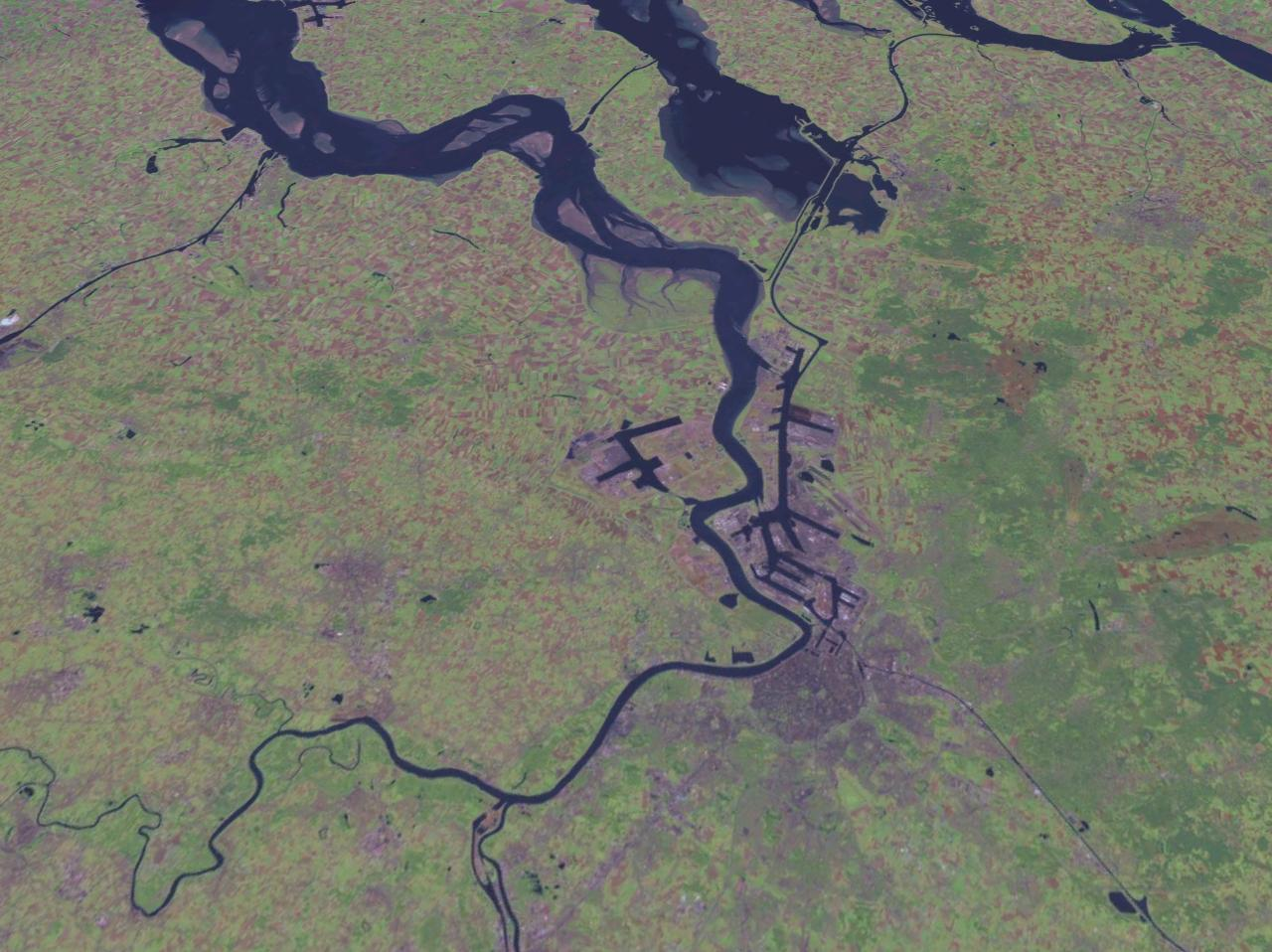
Esta fotografía aérea ilustra la sorprendente extensión de la infraestructura del puerto de Amberes antes de que comenzara la construcción del muelle de Deurganck. El Escalda discurre del sur al norte entre las formas geométricas de los muelles de ambas orillas. Otros elementos que se pueden apreciar son el canal de Bruselas abajo en el centro, el canal Alberto (la línea delgada que discurre hacia el sudeste desde los muelles), el canal Rin-Escalda (arriba en el centro) y el canal Ghent-Terneuzen arriba a la izquierda.

### La orilla derecha
La apertura de la Esclusa Berendrecht (1989) fue el logro cumbre en el desarrollo de los muelles de la orilla derecha. Con 500 m de longitud entre las puertas de la esclusa y 68 m de anchura, la Berendrecht es la esclusa más grande del mundo. Tiene una profundidad de 13,5 m.
Se han emprendido más proyectos en la orilla derecha, fuera de los muelles. Abrieron dos grandes terminales de contenedores. En 1990, la terminal de Europa estaba operativa, y la terminal del Mar del Norte se hizo operativa en 1997. 
Las zonas más antiguas del puerto, como el muelle de Bonaparte, se están modernizando porque las necesidades imponen hacerlas más apropiadas para las operaciones modernas del transporte de carga. Como parte de estas modernizaciones se está realizando una mejora del muelle de América, el muelle Alberto y el tercer muelle para hacerlos accesible a barcos Panamax, que tienen un calado de 13 m. 
Otro proyecto de modernización es el del muelle Delwaide, que pronto podrá acoger a la última generación de barcos de contenedores. La parte sur, la MSC Home Terminal, es una asociación entre PSA Hesse-Noord Natie y Mediterranean Shipping Company (MSC). Debido a que la longitud total del muelle es de más de 2 km, se pueden manejar varios barcos al mismo tiempo. La MSC Home Terminal tiene una capacidad anual de más de 3,6 millones de TEU.

### Orilla izquierda
Los primeros proyectos de la construcción del Waaslandhaven en la orilla izquierda se prepararon en los años de boom de la década de 1960. En aquel momento, se esperaba poder llegar a un acuerdo con los holandeses para la construcción del canal Baalhoek, que hubiera discurrido desde Kallo en Bélgica hasta el Escalda Occidental pasando por Saefthinge en Holanda. Este ambicioso proyecto tuvo la ventaja de que atajaría el difícil meandro conocido como Bocht van Bath y facilitaría el acceso a buques de gran calado.
Las obras en la esclusa Kallo comenzaron en 1979, y a finales de la década de 1980 los contornos básicos de Waaslandhaven estaban finalizados. Sus principales constituyentes son el Canal Waasland, el muelle Verrebroek y el muelle Vrasene. El abandono del proyecto del Canal Baalhoek significó que un nuevo muelle, conocido como muelle Doel, nunca sería equipado para su funcionamiento.
El desarrollo de estos nuevos muelles tuvo un comienzo lento, pero despegó en la década de 1990. En la actualidad, los productos transportados por el muelle Vrasene incluyen productos forestales, zumos de frutas, coches, plásticos granulados, chatarra y gas a granel. El equipamiento del muelle Verrebroek comenzó en 1996 y vio la llegada de su primer barco marítimo en 2000. Cuando se finalizó, este muelle ofrecerá un total de 5 km de amarres con un calado de 14,5 m.

### El Muelle Deurganck
Debido a que las terminales de contenedores existentes en la orilla derecha del Escalda han alcanzado su capacidad máxima y el volumen de carga de contenedores continúa aumentando (en 2007 aumentó un 8,2% a 8 millones de TEUs) se construyó un nuevo muelle: el Deurganck. La primera terminal de este muelle abrió el 6 de julio de 2005. Tiene una longitud de 2,5 km y está hecho de 1 200 000 metros cúbicos de hormigón. Su capacidad total se estima en más de 8 o 9 millones de TEU. Una nueva esclusa, la Deurganck, está en construcción, y será la más grande del mundo, arrebatando esta distinción a la Berendrecht al ser más profunda, debido a la tendencia hacia barcos cada vez más grandes. La nueva esclusa representa una inversión de 340 millones de euros y se estima que entre en funcionamiento en 2016. Se situará al final del muelle, dando acceso a los otros muelles en la orilla izquierda. Tierra adentro, frente al muelle, la esclusa conducirá al canal Waasland. Desde aquí los barcos tendrán fácil acceso a todos los otros muelles de la orilla izquierda: el Doel, el Verrebroek, el Vrasene y los muelles de amaree norte y sur.

## Futuro
En octubre de 2010, el puerto aprobó un plan de inversión a largo plazo de 1600 millones de euros durante los siguientes quince años. Con este plan el puerto mejorará sus instalaciones, y comprará terreno de General Motors, que ha cerrado su fábrica de Amberes.